# Stanley Lord

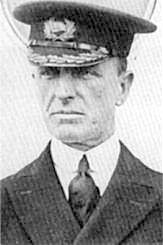
Stanley Lord

Stanley Lord (ur. 13 września 1877 w Bolton, zm. 24 stycznia 1962 w Wallasey) – kapitan statku SS „Californian”, który ponoć znajdował się najbliżej „Titanica” w czasie jego zderzenia z górą lodową i zatonięcia w nocy z 14 na 15 kwietnia 1912.
W trakcie dochodzenia w sprawie zatonięcia „Titanica”, kiedy ustalono jak blisko tonącego statku znajdował się ponoć „Californian”, Stanley Lord spotkał się z nieformalnym ostracyzmem z powodu nieudzielenia pomocy rozbitkom w odpowiednim czasie. Odkrycie wraku Titanica w 1985  ujawniło, że miejsce katastrofy zostało błędnie ustalone przez czwartego oficera Titanica Josepha Boxhalla, który pomylił się o 13 mil i tym samym Lord nie mógł udzielić pomocy w odpowiednim czasie. Stanley Lord służył na morzu jako kapitan do marca 1927.
Po śmierci Stanleya Lorda jego obroną zajął się syn – Stanley Tutton Lord.